# Кідеганіс
Кідеганіс (груз. კიდეგანისმაღალი) — гора на сході Головного Кавказького хребта, на кордоні муніципалітету Душеті і республіки Інгушетія, на вододілі річок Армхі і Асса. Головна вершина має висоту 4275 м н.р.м., існує декілька другорядних вершин.
Гора складена з глиняних сланців юрського періоду. Льодовики. Фауна і флора, характерні для гірсько-лучної і льодовикової — нівально-гляциальної зони.